# ديزموند كينغ
ديزموند كينغ (بالإنجليزية: Desmond King)‏ هو لاعب كرة قدم أمريكية أمريكي، ولد في 12 ديسمبر 1994 في ديترويت في الولايات المتحدة.

## وصلات خارجية
- ديزموند كينغ على موقع مرجع كرة القدم المحترفة.كوم (الإنجليزية)